# 迪霍恩 (亞利桑那州)
迪霍恩（英語：Dehorn）是位於美國亞利桑那州希拉縣的一個非建制地區。該地的面積和人口皆未知。

## 地理
迪霍恩的座標為33°31′37″N 110°10′46″W / 33.52694°N 110.17944°W，而該地的平均海拔高度為1489米（即4885英尺）。